# Олійник Олена Миколаївна
Олійник Олена Миколаївна (нар. 6 грудня 1965, Сиваське, Новотроїцький р-н, Херсонська обл.) — українська поетеса, прозаїк, журналіст.

## Життєпис
Олена Олійник народилася 6 грудня 1965 року в селищі Сиваському Новотроїцького району Херсонської області.
Має два дипломи з відзнаками: Кримського училища культури за спеціальністю «диригент оркестру народних інструментів» та Харківського державного університету ім. Каразіна, де навчалася на філологічному факультеті (відділення «журналістика»).
12 років Олена Миколаївна пропрацювала в культурі — методистом з музичного жанру, художнім керівником, ведучою святкових заходів. З 1997 року вона працює в редакції Новотроїцької районної газети «Трудова слава» (наразі — ПП "Медіа-центр «Трудова слава»), із 2008 року — на посаді заступника редактора.
Вірші про природу пише з дитинства, тому і не дивно, що перша збірка поезій отримала назву «Чотири сезони». Письменниця має в доробку ще одну поетичну збірку «Дорога додому» та збірку оповідань «Щастя поруч». У книзі «Дорога додому» є розділ патріотичних віршів (про Україну, її захисників), з якими неодноразово авторка виступала перед учасниками бойових дій на Сході країни, виїжджаючи у складі волонтерської групи на передову.
Вірші та оповідання Олени Олійник надруковано в альманаху «Степ», у виданні «Дебют-газета», на сторінках газети «Трудова слава».
Деякі вірші поетеси покладені на музику композиторами-земляками.

## Твори
- Верба й калина: проза та поезія / Олена Олійник // Дебют — газета. — 2020. — № 6 (8).– С. 116—120. — В змісті також: Коротка біографічна довідка.
- Вона не чекала весни… : [поезія] / Олена Олійник // Степ: літературно-художній альманах / [Упр. культури і туризму ХОДА, Херсон. обл. орг. Нац. спілки письменників України ; редкол. : Н. Звягінцева [та ін.]]. — Херсон, 2012. — № 21. — С. 38-39.
- Дорога додому: [поет. зб.] / Олена Олійник ; [худож. оформ. І. Кривоногов]. — Херсон: ХМД, 2018. — 207 с.
- Чотири сезони: зб. віршів / Олена Олійник ; [худож. оформ. О. Піщанський]. — Херсон: ХМД, 2015. — 163 с.
- Щастя поруч: оповідання / Олена Олійник ; [худож. оформ. М. Драпкіна]. — Херсон: ХМД, 2018. — 211 с.